# 滋賀県道274号虎姫停車場線
滋賀県道274号虎姫停車場線（しがけんどう274ごう とらひめていしゃじょうせん）は、滋賀県長浜市を通る一般県道である。

## 概要
JR西日本北陸本線 虎姫駅前から長浜市大寺町に至る。駅前ではあるが、駅以外に目立った施設は何もなく、周辺はひっそりとしている。

### 路線データ
- 起点：長浜市大寺町（JR西日本北陸本線 虎姫駅前）
- 終点：長浜市大寺町（滋賀県道275号三川月ヶ瀬線）
- 総延長：0.1 km

## 地理

### 通過する自治体
- 長浜市

### 交差する道路
| 交差する道路              | 交差する場所 | 交差する場所 |
| ------------------------- | ------------ | ------------ |
| 滋賀県道275号三川月ヶ瀬線 | 大寺町       | 終点         |

### 沿線
- JR西日本北陸本線 虎姫駅